# Chromadora kreisi
Chromadora kreisi is een rondwormensoort uit de familie van de Chromadoridae. De wetenschappelijke naam van de soort is voor het eerst geldig gepubliceerd in 1931 door Schuurmans Stekhoven & Adam.